# Кхаосамройот
Кхаосамройот або Кхао Сам Рой Йот (тай. อุทยานแห่งชาติเขาสามร้อยยอด, КТЗСТ: Utthayan Haeng Chat Khao Sam Roi Yot, вираження [ʔùt tʰá jāːn hɛ̀ŋ tɕʰâːt kʰǎw sǎːm rɔ́ːj jôːt ]) — морський національний парк у районі Куйбурі, провінції Прачуапкхіріхан, Таїланд. Він займає 61 300 рай ~ 98 км². з яких 13 050 рай ~ 21 км² — морські райони. Парк був заснований в 1966 році і став першим прибережним національним парком Таїланду. Парк включає найбільше в Таїланді прісноводне болото.

## Географія

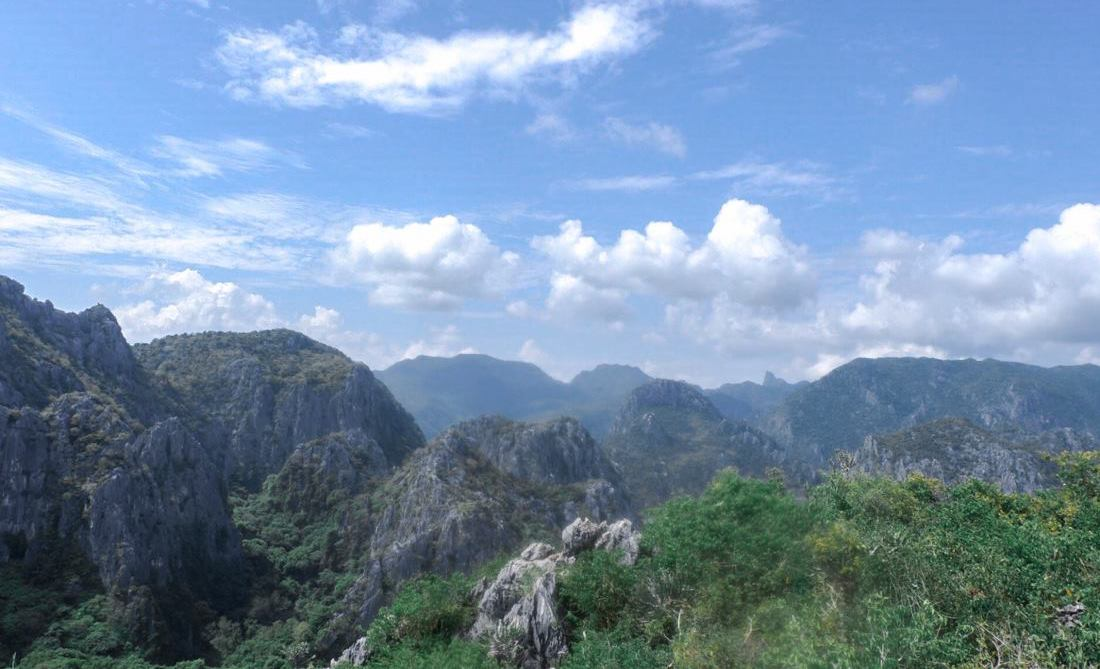
Рельєф національного парку.

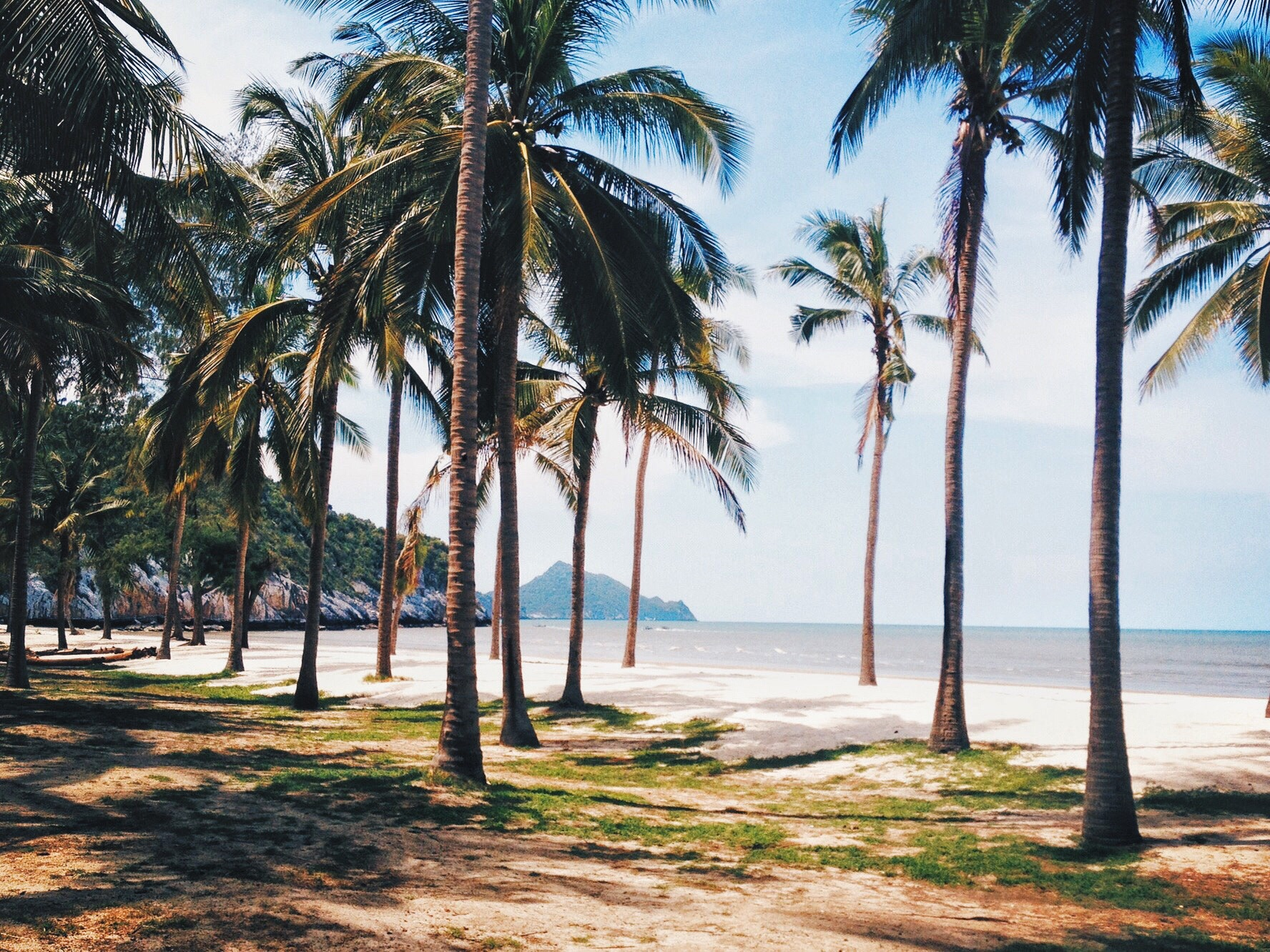
Пляж Гат Лаєм Сала з кокосовими пальмами.

Вапнякові пагорби — це частина пагорбів Тенасерім, які височіють на березі Сіамської затоки, з найвищою висотою Кхао Крачом (605 м). Між пагорбами розташовані прісноводні болота. Кілька з цих боліт було перетворено на ферми з вирощування креветок, оскільки лише 22 000 рай ~ 35 км² із загальної площі 43 000 рай ~ 69 км² боліт є частиною національного парку. Частину площі, 11 000 рай ~ 18 км², цих боліт планується оголосити заповідною Рамсарською територією, як середовища існування водоплавних птахів.
В парку знаходяться два пляжі з білим піском: Гат Лаєм Сала та Гат Сам Прая. Гат Лаєм Сала розташований за 17 км від штаб-квартири парку, і до нього можна дістатися з села Бан Пу або на човні, або піднявшись і спустившись через пагорб, приблизно за 30 хвилин. Неподалік від берега розташовані п'ять безлюдних островів (Ко Кхо Рам, Ко Ном Сао, Ко Равінґ, Ко Саттакут, Ко Кхі Нок).
Протяжність парку приблизно 58 км на південь від території району Гуахін.
Походження назви «Кхао Сам Рой Йот» достеменно не встановлено. Місцева історія свідчить, що це означає «гора з 300 піками» або «хребет, що був островом, де спаслося 300 людей, з тонучої китайської джонки, які шукали притулку», або хребет парку був названий на честь місцевої рослини під назвою сам рой йот.

### Печера Прая Накгон
Прая Накгон (тай. ถ้ำพระยานคร) — печера, яка розташована приблизно за 500 метрів від пляжу Гат Лаєм Сала та приблизно за 17 км на північ від штаб-квартири парку. Відвідувачі можуть дістатися до печери, орендувавши човен або пройшовши пішки через гору Тянь. Після цього слід піднятися на гору приблизно на 430 м, щоб дістатися до входу печери Прая Накгон. Його найвідомішим раннім відвідувачем був король Чулалонгкорн.
Біля підніжжя гори є колодязь, відомий як «Колодязь Прая Накгон». Він був складений з обпаленої глиняної цегли трапецієподібної форми.
Прая Накгон — це велика печера, яка має отвір у стелі, через який проникає сонячне світло. У верхній частині ями є кам'яний міст, відомий як «міст смерті», тому що з нього впало і розбилося на смерть багато диких тварин.
| Біля входу в печеру | Печера Прая Накгон | Павільйон Хуга Харуєгат в печері |

Хуга Харуєгат (тай. พระที่นั่งคูหาคฤหาสน์) — павільйон, історичне місце, яке було побудоване для візиту короля Чулалонгкорна в цей регіон у 1890 році. Відтоді павільйон став символом провінції Прачуапкхірікхан. Пізніше королі також відвідували печеру, в тому числі король Вачіравуд та король Пуміпон Адульядет. Протягом певних місяців року, у певний час, сонце світить прямо на павільйон.

### Клонг Као Даєнг
Клонг Као Даєнг — струмок, який має 4 кілометри довжини, витік якого починається у глибині мангрових лісів, а в гирлі його прісна вода змішується з морська водою Сіамської затоки. Мангрові зарості складаються з самае талай (сірі мангрові зарості), конгканг бай лек (справжні мангрові зарості), конгканг бай яї (червоні мангрові зарості) і чахрам (трав'янисті водорості).
|  |  |  |  |  |

## Клімат
Клімат в морському національному парку Кхаосамройот субекваторіальний:
- температура взимку (з жовтня по лютий) коливається від 18˚C до 25˚C;
- температура влітку (з березня по травень) коливається від 23˚C до 32˚C;
- температура в сезон літніх мусонів (з червня по вересень) коливається від 20˚C до 30˚C.

## Тваринний світ
У парку мешкають різноманітні птахи, у тому числі рибалочка звичайний, альціон чорноголовий, альціон білошиїй, чапля мангрова, чапля біла мала та яванська чапля. Представники дикої природи, що зустрічаються в мангрових заростях, включають: стрибунових (pla teen), крабів-скрипалів (pu kam dab), геконів самройот (Cyrtodactylus samroiyot), ящірок агами-метеликів звичайних (Leiolepis belliana), крабоїдних макак (ling samae), альціонів білошиїх (nok kin pieo), раків-лускунчиків (kung deed khan), мулистих повзунів (hoi khika), устриць (hoi nangrom). Рідкісні тварини в парку включають: козорога суматранського (Nemorhaedus sumatraensis), лутунга імлистого (Trachypithecus obscurus), котів-рибалок (Prionailurus viverrinus; тай. เสือปลา ; RTGS: suea pla), а також багато видів птахів. У морі іноді можна побачити ірравадських дельфінів (Orcaella brevirostris).
| Крабоїдний макака | Козоріг суматранський | Лутунг імлистий | Кіт-рибалка на полюванні | Гекон самройот |

## Історія
Ймовірно, Кхао Сам Рой Йот був місцем, де король Монгкут прийняв європейських гостей 18 серпня 1868 року, щоб спостерігати повне сонячне затемнення. Король цікавився астрономією і сам розрахував дату й місце затемнення. Його розрахунки виявилися кращими — приблизно на дві секунди — ніж розрахунки французьких астрономів, які визнали його точність. Він заразився малярією, можливо, під час цієї події, і помер 1 жовтня 1868 року.
Національний парк був створений 28 червня 1966 року з початковою площею 38 300 рай ~ 61 км². 1 квітня 1982 року його було збільшено на 23 000 рай ~ 37 км², після чого його загальна площа становить 61 300 рай ~ 98 км².

### Археологія
У травні 2020 року археологи з Управління образотворчих мистецтв оголосили про відкриття печерних малюнків віком у 3000 років. Деякі із зображених картин все ще були помітні та чіткі, а деякі картини були пошкоджені процесами травлення вапняку. За словами археолога Канніка Прем'яі, на картинах зображені людиноподібні фігури з аксесуарами на тілах, сцени полювання з луком і стрілами. Більше того, серед малюнків також є фігура тварини, схожої на сероу (козоподібного ссавця, знайденого в регіоні). У жовтні 2020 року в печерах Національного парку Сем Рой Йот було виявлено ще більше наскельних малюнків, віком у 2000-3000 років.